# Município de Washington (condado de Delaware, Ohio)
O município de Washington (em inglês: Washington Township) é um município localizado no condado de Delaware no estado estadounidense de Ohio. No ano de 2010 tinha uma população de 4.018 habitantes e uma densidade populacional de 800,08 pessoas por km².

## Geografia
O município de Washington encontra-se localizado nas coordenadas 40° 08′ 55″ N, 83° 08′ 41″ O. Segundo a Departamento do Censo dos Estados Unidos, o município tem uma superfície total de 5.02 km², da qual 5.02 km² correspondem a terra firme e (0.05%) 0 km² é água.

## Demografia
Segundo o censo de 2010, tinha 4.018 habitantes residindo no município de Washington. A densidade populacional era de 800,08 hab./km². Dos 4.018 habitantes, o município de Washington estava composto pelo 93.58% brancos, o 1.37% eram afroamericanos, o 0.02% eram amerindios, o 3.31% eram asiáticos, o 0.05% eram insulares do Pacífico, o 0.15% eram de outras raças e o 1.52% pertenciam a duas ou mais raças. Do total da população o 0.75% eram hispanos ou latinos de qualquer raça.